# واين إنجلاند
واين إنجلاند (بالإنجليزية: Wayne England)‏ هو مؤلف وفنان بريطاني، ولد في 1959، وتوفي في 9 فبراير 2016 في بارنسلي في المملكة المتحدة.

## وصلات خارجية
- واين إنجلاند على موقع ميوزك برينز (الإنجليزية)